# Тонкосуконный комбинат Гродно
Тонкосуконный комбинат (фабрика) — здание, расположенное в городе Гродно и появившееся в своём нынешнем обличье в 1867 году как махорочная фабрика. Наделено статусом историко-культурного наследия.

## История
Первоначально место, где построен комбинат, было плотно заселённым городским посадом. В XVI веке на месте нынешнего здания была возведена православная церковь, которая превратилась в один из центров образования в городе. Через век вместо церкви там же появился деревянный кармелитский костёл. Позже здание перестроили и начали называть дворцом Мурованского.

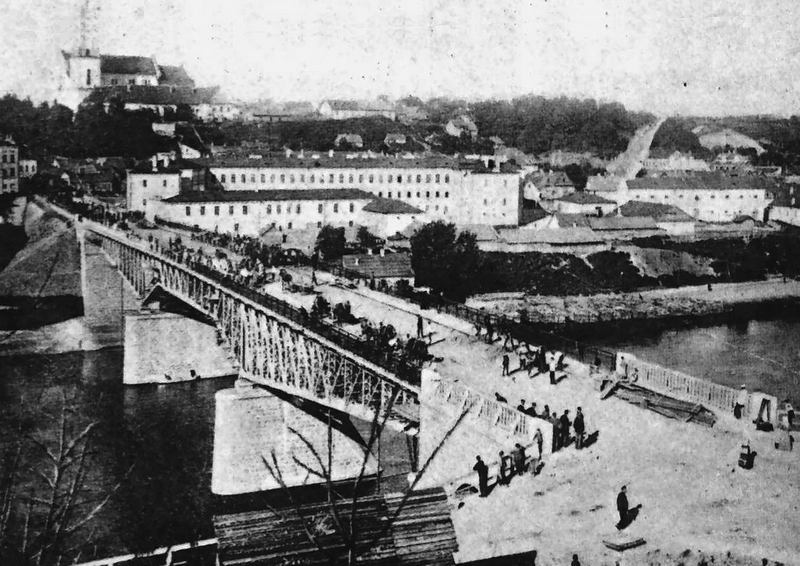
Бывшая махорочная фабрика, построенная в 1867 году

В 1867 году строение, уже походившее на современное, попало в собственность гродненскому промышленнику Шерешевскому, который открыл в нём махорочную фабрику.
В 1887 году здание было переоборудовано под казармы.
По некоторым данным, в этом здании в 1930-х годах сотрудниками НКВД проводились расстрелы, жертвами которых стали заключённые местной тюрьмы, а также антисоветчики. Останки погибших, вероятно, нашлись в 2010 году, во время реконструкции коммуникаций здания.
В соответствии с четвёртым пятилетним планом восстановления и развития народного хозяйства СССР, предприятие было восстановлено, и в 1947 году прядильная фабрика тонкосуконного комбината возобновила работу. В дальнейшем она стала одним из крупнейших предприятий города.

## Сегодня

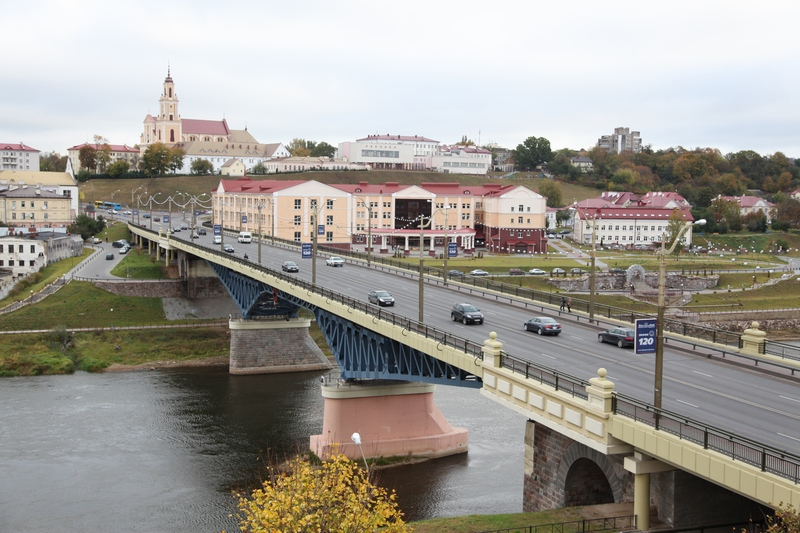
2011г. Здание Белорусского института правоведения и ООО «Агентство медицинского маркетинга»

В 2010 году здание отреставрировали. Сейчас в нём находятся Белорусский институт и техникум правоведения, «Агентство медицинского маркетинга» и прочие компании и организации.